# Spitzenberg-Schießplatz Rothenstein-Borntal
Das Naturschutzgebiet Spitzenberg-Schießplatz Rothenstein-Borntal liegt auf dem Gebiet der Stadt Jena und im Saale-Holzland-Kreis in Thüringen. Es erstreckt sich südlich von Jena und westlich des Kernortes der Gemeinde Rothenstein. Nördlich des Gebietes verläuft die A 4, östlich verläuft die B 88 und fließt die Saale. Am südwestlichen Rand verläuft die Landesstraße L 2309. Ein Großteil des Gebiets befindet sich im Besitz der NABU-Stiftung Nationales Naturerbe, die zusichert, dass dieser wertvolle Orchideenstandort dauerhaft gepflegt und bewahrt wird.

## Bedeutung
Das 544,2 ha große Gebiet mit der NSG-Nr. 371 wurde im Jahr 1961 unter Naturschutz gestellt.